# 金家瑞
金家瑞，1922年—1993年，爱新觉罗氏，满族，历史学家，教育家。

## 生平
1941年至1947年辅仁大学史学系和史学研究所高材生，受业于陈垣、张星烺、余嘉锡、柴德赓诸名家。
曾在河北师范学院、南开大学、北京师范学院、天津师范大学、北京财贸学院工作。历任讲师、副教授、教授、北京财贸学院经济研究所经济史研究室主任、图书馆馆长、学术委员会委员。著有《张煌言》、《义和团运动》。